# Бульвар Игоря Шамо

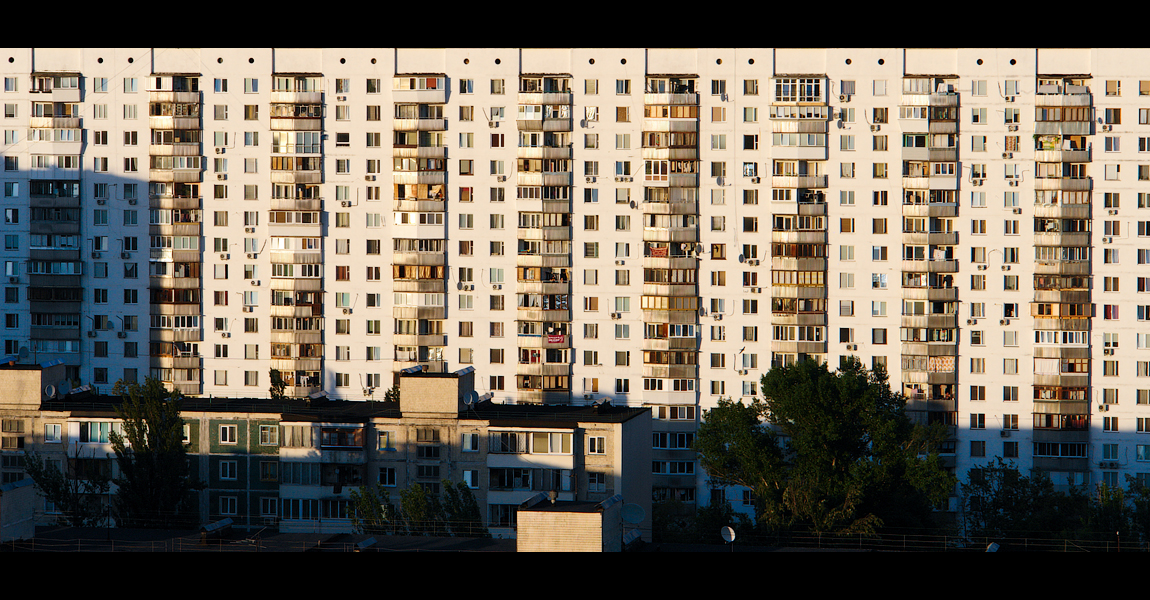
Дом № 14, в котором жил генерал Крючёнкин

Бульвар Игоря Шамо (укр. бульвар Ігоря Шамо) — бульвар в Днепровском районе города Киева, жилой массив Русановка. Пролегает от улицы Энтузиастов (дважды, образуя хорду). На юге бульвар пешеходным мостом соединяется с проспектом Соборности, на севере — пешеходным мостом с улицами Ованеса Туманяна и Флоренции.
Примыкает Русановский бульвар.

## История
Возник в 1960-е годы под названием 2-я Новая улица. В 1964 году был переименован в честь бывшего председателя Киевского горисполкома (1947—1963) А. И. Давыдова. В 2011 году комиссия по наименованиям и памятным знакам исполнительного органа Киевского городского совета подняла вопрос о переименовании бульвара в бульвар Виктора Некрасова. В сентябре 2015 года Киевская городская государственная администрация провела общественное обсуждение о переименовании бульвара Алексея Давыдова в бульвар Игоря Шамо, украинского советского композитора, автора музыки гимна Киева («Як тебе не любити, Києве мій!» (рус. Как тебя не любить, Киев мой!). Большинство проголосовавших (160 против 59) поддержало данное переименование. В феврале 2016 года бульвар был переименован.

## Транспортное сообщение
По бульвару был проложен единственный транспортный маршрут — маршрутное такси № 579. Однако, с января 2013 этот маршрут отменили. Бульвар находится относительно недалеко от станции метро, особенно северная часть. Есть выход и на проспект Соборности с остановкой городского транспорта, где проезжает много маршрутных такси и автобусов. Возле пересечения бульвара Игоря Шамо с улицей Энтузиастов находятся две остановки автобуса № 48: у начала улицы — «Бульвар Игоря Шамо», а у конца — «Пешеходный мост».
До 2004 года был привязан к трамвайной линии, проходившей от Ленинградской площади через мост Патона и Набережное шоссе.

## Здания на бульваре
Здания, расположенные на бульваре Игоря Шамо, преимущественно жилые. Также тут есть несколько образовательных учреждений: детсад санаторного типа для детей с задержкой развития речи, два средних общеобразовательных учреждения, детсад «Русановка», Русановский лицей, библиотека имени Леси Украинки. Из других зданий можно выделить клуб «Дружба», творческий центр «Антошка».